# Brandi Chastain
Brandi Denise Chastain, född 21 juli 1968 i San José, Kalifornien, är en amerikansk fotbollsspelare. Vid fotbollsturneringen under OS 2004 i Aten deltog hon i det amerikanska lag som tog guld. 